# شهرستان فارست (پنسیلوانیا)
شهرستان فارست، پنسیلوانیا (به انگلیسی: Forest County, Pennsylvania) شهرستانی در ایالات متحده آمریکا است که در پنسیلوانیا واقع شده‌است.

## خصوصیات
شهرستان فارست ۱٬۱۱۶٫۲۹ کیلومترمربع مساحت دارد.